# Albert Emil Brachvogel

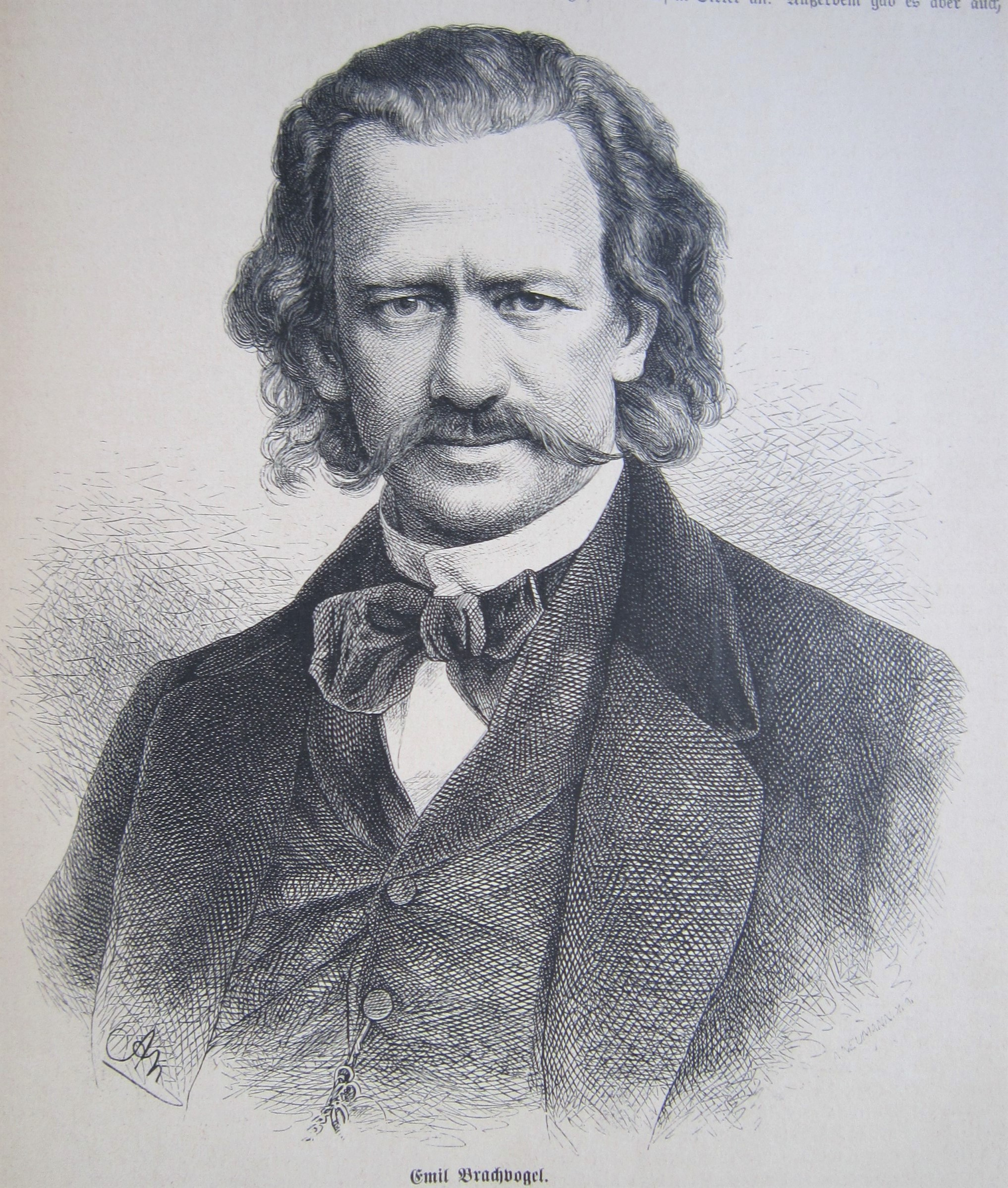
Adam Emil Brachvogel, aus Gartenlaube 1879

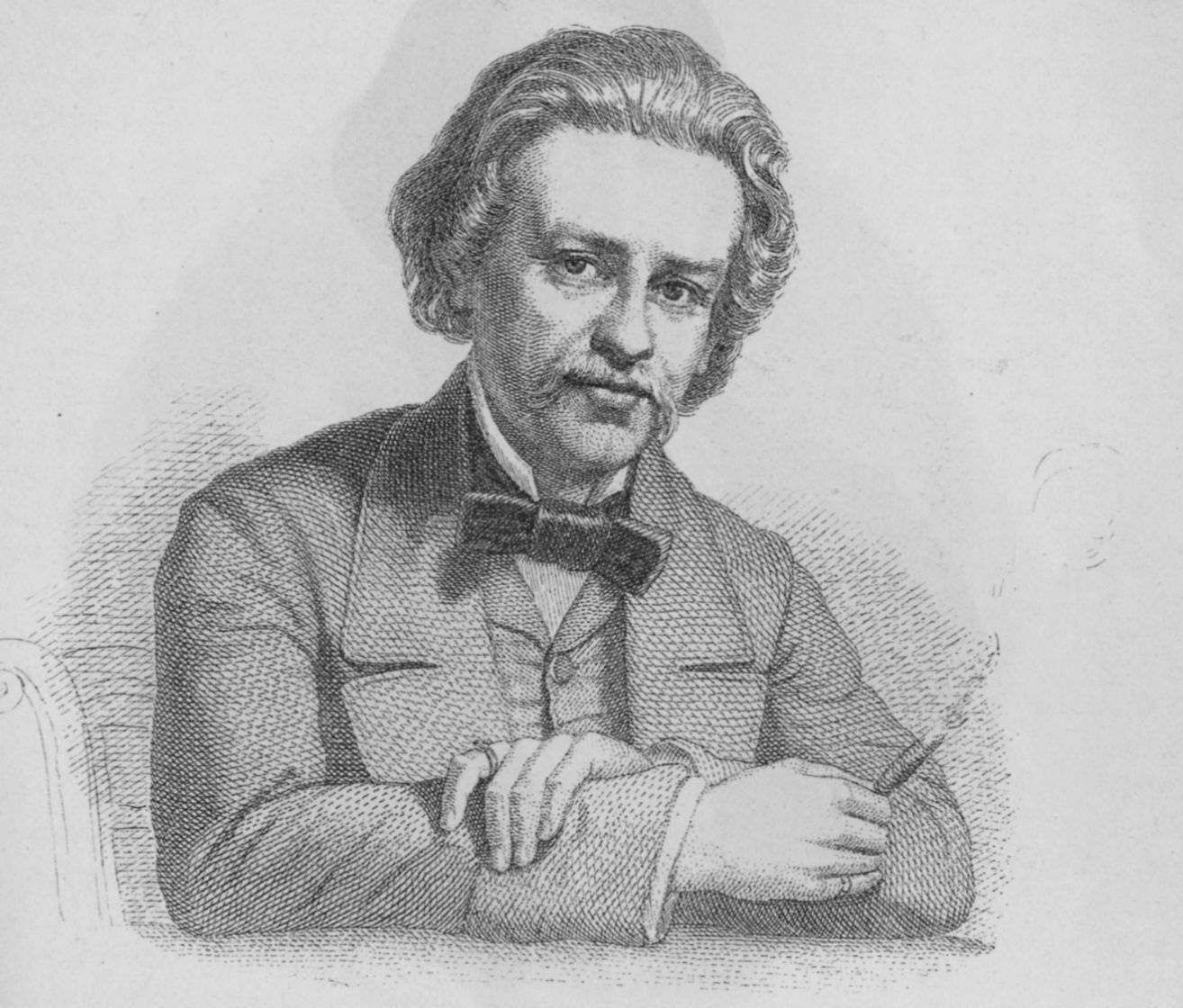
Albert Emil Brachvogel

Albert Emil Brachvogel (* 29. April 1824 in Breslau; † 27. November 1878 in Berlin) war ein deutscher Schriftsteller.
Brachvogel wurde vor allem durch zwei Werke bekannt. Sein fünfaktiges Trauerspiel Narziß (1856) übernimmt die Hauptfigur aus Diderots philosophischem Dialog Rameaus Neffe und versetzt diese in den Umkreis des französischen Königshofs im Jahr 1764.
Bis ins 20. Jahrhundert wurde auch der biografische Roman Friedemann Bach viel gelesen, der viel zur schlechten Reputation dieses Komponisten beitrug. Dieser Roman entbehrt in seiner Handlung jeder sachlichen Grundlage und ist reine Fiktion, fand aber große Beachtung und wurde 1931 von Paul Graener als Oper bearbeitet und 1941 mit Gustaf Gründgens in der Hauptrolle verfilmt.

## Leben
Albert Emil Brachvogels Vater war Kaufmann und starb 1830, die Mutter 1845. Er besuchte zunächst das Magdalenengymnasium in Breslau. Danach ging er zu einem Graveur und Kupferstecher in die Lehre. Er trat nach dem Tod seiner Mutter in Wien wenig erfolgreich als Schauspieler auf. Er kehrte nach Breslau zurück und arbeitete dort wieder in seinem erlernten Beruf und besuchte daneben Vorlesungen an der Universität, so über Literatur und Philosophie.
Im Jahr 1848 erntete er in Berlin mit seinem Erstlingswerk Favard oder Die Liebe der Reichen erneut einen Misserfolg. 1850 heiratete er Julie Hart († 1870) und ging mit ihr zusammen ins schlesische Görbersdorf. Er musste später aus finanziellen Gründen wieder nach Berlin. Er arbeitete dort als Sekretär sowie zeitweise als Redakteur, u. a. beim Wochen-Blatt des Johanniterordens, und widmete seine Freizeit der Schriftstellerei. 1856 hatte sein Trauerspiel Narziß mit großem Erfolg Premiere am Berliner Königlichen Schauspielhaus. Einige weitere Werke fielen jedoch durch, und Brachvogel zog mehrmals um (Stuttgart, Karlsruhe, Eisenach, Görlitz).
Zwischen 1858 und 1867 schrieb er neben Friedemann Bach einige weniger bekannte Romane. 1871 starb seine Frau und er verlegte seinen Wohnsitz nach Lichterfelde bei Berlin.
Brachvogel wurde 1857 als Freimaurer in die Berliner Loge Friedrich Wilhelm zur Morgenröte aufgenommen. 1874 bekleidete er das Amt des stellvertretenden Schriftführers der Großen Landesloge der Freimaurer von Deutschland.

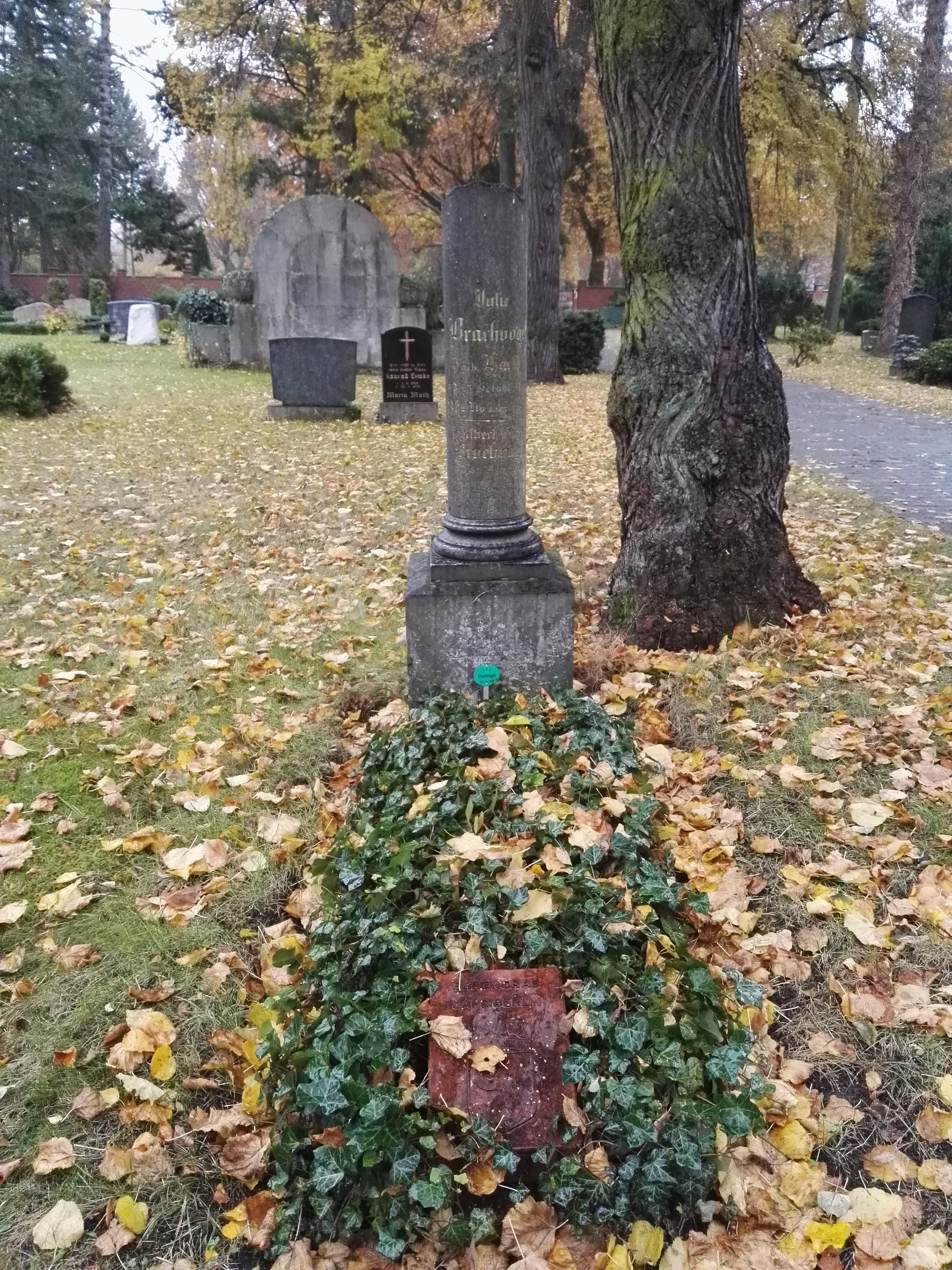
Grabstätte

Er ist auf dem Dom-Friedhof II in Berlin-Mitte bestattet. Sein Grab war bis 2021 als Ehrengrab der Stadt Berlin gewidmet.
Im Jahr 1910 wurde in Berlin (heutiger Ortsteil Kreuzberg) die Brachvogelstraße nach ihm benannt.

## Werke (Auswahl)
- Schubart und seine Zeitgenossen. Historischer Roman. Leipzig 1864 (später auch unter dem Titel Sturm und Drang. Christian Schubart und seine Zeitgenossen).[6]
- Narciss. Ein Trauerspiel. Leipzig 1857 (später auch in der Schreibweise Narziß)
- Friedemann Bach. Berlin 1858 (und zahlreiche Neuausgaben)
- Des großen Friedrich Adjutant. Berlin 1875 (Neubearbeitung von E. Th. Kauer unter dem Titel Oberst von Steuben, des großen Königs Adjutant. Deutsche Buchgemeinschaft, Berlin 1920 und öfter)
- Ludwig der Vierzehnte oder die Komödie des Lebens. Historischer Roman.[7]
- Die Grafen Barfus. 1869.